# Rail Simulator
Rail Simulator est un jeu de simulation ferroviaire édité par Electronic Arts (EA). C'est un jeu développé par Kuju Entertainment, qui a déjà développé Microsoft Train Simulator pour le compte de Microsoft. Immédiatement après sa parution, son développement fut confié à une nouvelle entité intitulée Rail Simulator Developments Ltd (un nom commercial de Dovetail Games), qui édita également un certain nombre de matériels complémentaires dans sa série RailWorks, renommée Train Simulator,,,,.

## Système de jeu
Le jeu consiste à conduire un train de façon plus ou moins réaliste en tenant compte de contraintes de tout type : signalisation, horaires, météo, etc. Les trains peuvent se conduire en deux modes: soit en respectant les procédures complexes proches de celles du matériel réel, soit en faisant usage des commandes simplifiées que le simulateur propose.

### Logiciel ouvert
Train Simulator dans la mesure où l'utilisateur peut créer les éléments apparaissant dans l'environnement simulé. Ainsi, avec le jeu est fourni un éditeur d'itinéraires permettant :
- d'importer des modèles numériques de terrain et d'y appliquer des textures,
- de tracer des voies ferrées avec signalisation, des routes avec trafic, et toutes entités présentées sous forme de courbes splines (lignes électriques, murs, haies, talus, viaducs, etc.).
- de superposer, pendant l'édition, les images Google Earth pour servir de guide aux tracés et positionnement d'objets,
- de positionner des objets de toute sorte : bâtiments, végétation, personnages, lacs, etc.

Il est également possible de créer des objets et des matériels roulants utilisables dans le jeu mais aucun éditeur n'est fourni pour cette tâche. Il est nécessaire pour cela de disposer d'un logiciel tiers de modélisation 3D avec un module de conversion vers le format spécifique du jeu.
Il existe trois possibilités :
- Blender gratuit, complété par le module d'exportation,
- 3DCrafter d'Amabilis dans sa version payante,
- Autodesk 3ds Max.

La réalisation de matériels roulants doit s'accompagner du développement des caractéristiques dynamiques, des éléments sonores et lumineux ainsi que de la modélisation de la cabine de conduite avec ses commandes et ses indicateurs.